# Compagnie des Isles de l’Amérique
Die Compagnie des îles de l’Amérique war eine französische Kolonialgesellschaft.

## Compagnie pour les îles
Am 31. Oktober 1626 war auf Anregung Richelieus von Pierre Belain d’Esnambuc in Le Havre eine Aktiengesellschaft, die Compagnie pour les îles, (manchmal auch Compagnie des îles de Saint-Christophe, La Compagnie des seigneurs de Saint Christophe) gegründet worden welche die Macht Frankreichs vergrößern und den katholischen Glauben in der Neuen Welt verbreiten sollte. Sie hatte die Erlaubnis, für 20 Jahre auf den Inseln Saint-Christophe und Barbados, zwischen dem elften und 18. Breitengrad Bauern anzusiedeln, die Inseln zu befestigen, zu kultivieren und dort zu missionieren. Dafür sollten die Kapitäne d'Esnambuc und Urbain du Roissey (oder Roissy), Sieur de Chardonville den französischen Handel schützen, dazu Schiffe ausrüsten, bewaffnete Einheiten aufstellen und gegebenenfalls Piraten bekämpfen.
Richelieu war Hauptaktionär. Das Kapital der Gesellschaft sollte 45.000 Livres betragen, tatsächlich waren es jedoch nur 30.000 Livres.
1626 hatte die Gesellschaft 13 Teilhaber, Aktionäre waren vor allem Anhänger des Kardinals:
- Richelieu mit 10.000 Livres
- Antoine Coiffier de Ruzé, Marquis d’Effiat, Marschall von de Frankreich und surintendant des finances (1581-1632); Marion de Flécelles (Flesselles); Thomas Morant; Henry Guénégaud, Marquis de Plancy; Jean Bardin-Royer; Jean Cavelet, Sieur du Hertelay (oder Herteley); Cauville; Martin de Maunoy (Sekretär) und Claude Cornuel (Schatzmeister) mit jeweils 2.000 Livres
- Nicolas Ladvocat († 1662) und Jean Ferrier mit jeweils 1.000 Pfund[5].

Insgesamt sind die Finanzen der Gesellschaft sehr unübersichtlich und der Wert der Anteile teilweise unklar.
Mit dem Geld wurden drei Schiffe gekauft, bemannt, bewaffnet und mit Vorräten ausgestattet. Sie standen unter dem Kommando von Esnambuc und Roissy. Hugenotten, die wegen der Verfolgungen in Frankreich in die Karibik geflohen waren, sahen dies mit Sorge.

## Compagnie des îles de l’Amérique
1635 wurde diese Gesellschaft umstrukturiert und hieß nun Compagnie des îles de l’Amérique. Der Dominikaner Jean-Baptiste Dutertre (Jacques Du Tertre) überlieferte Einzelheiten über das Zustandekommen einer neuen Vereinigung.
Am 12. Februar 1635 unterzeichnen Berruyer und Richelieu im Haus des Kardinals in der Rue Saint Honoré in Paris einen Vertrag zur Gründung der „Compagnie des îles de l'Amérique“ mit Sitz in Paris. Die vier neuen Direktoren der Gesellschaft Jacques Berruyer, Gabriel de Guénégaud, Martin de Maunoy, Jean Bardin und Jean Cavelet du Herteley, der für die Finanzen zuständig war, hatten den Vertrag zusammen mit François Fouquet ausgearbeitet.
Der Vertrag wurde den Gesellschaftern am 13. Februar vorgelegt und unterzeichnet, zusätzlich einigten sich die Gesellschafter auf eine Geschäftsordnung. Eine solche hatte für die Compagnie pour les îles gefehlt, was als einer der Gründe für deren Scheitern angesehen wurde. Die Geschäftsordnung regelte die die Rechte und Pflichten der Teilhaber, die Organisation von Versammlungen und enthielt Regeln für die Übertragung von Anteilen. Die Urkunde war vor dem Notar Jérôme Cousinet verfasst.
Die Gesellschaft wurde am 8. Mai vom französischen Staatsrat registriert. Der König ließ Patentbriefe ausstellen, die Bestätigung durch ein Gericht ließ freilich auf sich warten. Das Patent war 20 Jahre gültig.
Die Franzosen hatten sich bereits auf St. Christoph niedergelassen, nun wurden auch Guadeloupe und Martinique kolonisiert. Die Gesellschaft erhob ferner Ansprüche auf Grenada, Saint Croix, Saint-Martin und Saint-Barthélemy. Dies geschah nach dem Zusammenbruch der Tabakpreise, als die Plantagenwirtschaft auf Zucker und Indigo umgestellt wurde, Produkte, die größere Investitionen und mehr Arbeitskräfte erforderten.
Ab 1649 begann der Niedergang der Gesellschaft, sie erlosch 1651.